# Droit des pauvres
Le droit des pauvres ou droit des indigents était en France un impôt prélevé sur les recettes des spectacles en faveur de l'Assistance Publique. 
Au XVIIe siècle, il était habituel, pour la Comédie-Française et pour l'Opéra, de donner une aumône régulière au profit des pauvres. Il semble que le droit des pauvres ait été institué en France vers 1677, à titre de redevance que les Comédiens français devaient verser à l'Hôpital général de Paris pour occuper l'Hôtel de Bourgogne, après que la confrérie de la Passion en a été expulsée. C'est une ordonnance du 25 février 1699 qui a donné un caractère légal à ces dons en établissant une taxe d'un sixième en sus des recettes (donc supportée par le spectateur), au profit de l'Hôpital général. La taxe fut plus tard étendue aux théâtres de foire.
Pour faire face à l'augmentation de la pauvreté, une ordonnance du 8 février 1716 augmenta la taxe d'un neuvième en sus, au profit de l'Hôtel-Dieu, cette fois. La taxe totale représentait donc environ un quart de la recette brute. C'est pourquoi, jusqu'à la Révolution, elle fut connue sous le nom de quart des pauvres.
La Révolution supprima cette taxe, du moins en théorie, car les municipalités pouvaient toujours décider de la percevoir sous une forme ou sous une autre. Le droit des pauvres fut rétabli par une loi dès l'an V. Il fut décidé qu'il serait perçu un décime par franc en plus du prix des places, pour l'ensemble des théâtres, concerts, bals et courses de chevaux, au profit des indigents. Cette taxe devait être provisoire, mais elle fut prorogée de nombreuses fois, jusqu'à ce que Napoléon la rendît définitive en 1809. Pour les établissements qui n'étaient pas classés parmi les théâtres, comme les guinguettes, des règles particulières furent établies au cas par cas.
Le droit des pauvres avait pour effet immédiat de faire augmenter le prix des places (25% sous l'ancien régime et 10% au XIXe siècle). La perte de recette qu'il induisait a souvent conduit les théâtres à en contester le bien-fondé, voire à refuser de le payer dans certains cas. Des aménagements ont parfois dû être trouvés, soit pour le minorer, soit pour le remplacer par une redevance fixe.
Le produit du droit des pauvres était attribué différemment à Paris et en province. À Paris, il était directement perçu et employé par l'administration des hospices. Ainsi, au début du XXe siècle, l'administration de l'Assistance publique - hôpitaux de Paris percevait toujours un droit de un onzième sur la recette de l'ensemble des théâtres et concerts. En province, le droit des pauvres revenait dans un premier temps aux bureaux de bienfaisance (parfois appelés « de charité »), qui étaient distincts des hospices. À partir des années 1860, il a été partagé entre ces bureaux de bienfaisance et les hôpitaux.
Le droit des pauvres a été supprimé par le Régime de Vichy, par la loi n° 5495 du 31 décembre 1941, loi qui a créé parallèlement un impôt sur les spectacles, jeux et divertissements au profit direct des communes.